# Liepe
Liepe è un comune di 626 abitanti del Brandeburgo, in Germania.

Appartiene al circondario del Barnim ed è parte della comunità amministrativa di Britz-Chorin-Oderberg.